# Constante van Mills
In de getaltheorie, een deelgebied van de wiskunde, is de constante van Mills, aangeduid met {\displaystyle \varphi }, het kleinste getal {\displaystyle A}, met de eigenschap dat voor alle natuurlijke getallen {\displaystyle n} het gehele deel van 
{\displaystyle A^{3^{n}}}
een priemgetal is. 
Het is bewezen dat er zulke getallen {\displaystyle A} bestaan. De waarde van {\displaystyle \varphi } is ongeveer 1,30637788386308069046...
De constante is moeilijk nauwkeurig te berekenen, omdat men hiervoor de priemgetallen moet kennen die het genereert. De eerste vier van deze priemgetallen zijn 2, 11, 1361 en 2521008887.
In 1947 bewees W.H. Mills het bestaan van {\displaystyle \varphi }. Hij maakt daarbij gebruik van resultaten van Hoheisel en Ingham over de verdeling van priemgetallen. Zijn resultaat wordt de stelling van Mills genoemd. Per 2005 zijn er 6850 decimalen bekend.
Er is geen formule voor deze constante bekend. Evenmin is bekend of het getal irrationaal is.